# Граф, Урс
Урс Граф (нем. Urs Graf; между 1485 и 1490, Золотурн — ок.1529, Базель) — швейцарский художник по стеклу, гравёр, ксилограф и ювелир.

## Биография
Граф учился ювелирному делу сначала у своего отца, Уго Графа, а затем, по настоянию отца, учился у златокузнеца-ювелира в Цюрихе. 
Некоторое время он продолжал работать ювелиром. Зарабатывал деньги как рисовальщик иллюстраций для ксилографий и помогал мастеру витражей. Первую известность получил за несколько гравюр по дереву, которые выполнил в Страсбурге
. В 27 лет получил звание мастера и открыл собственную ювелирную мастерскую.
Был не только ремесленником в Базеле и Золотурне, но и вёл бурную жизнь, полную приключений, нанимаясь в войска, сражавшиеся в Италии и Франции. В 1512 г. стал членом гильдии златокузнецов (мастеров-чеканщиков по металлу) и гражданином Базеля. Он быстро вступил в конфликт с законом, в результате которого покинул город в 1518 году. Ему было разрешено вернуться в Базель на следующий год, где он продолжал работать. Но в 1527 году снова уехал и его следы теряются. Сохранился лишь его рисунок, датированный 1529 годом.

## Творчество
Художественное наследие Графа имеет огромное значение в истории развития ренессансного искусства в Швейцарии. К сожалению, ни один из его витражей не сохранился. Рисунки, изображения для ксилографий и гравюры, дошедшие до наших дней, представляют собой в основной массе жанровые сценки из жизни воинов-наёмников, куртизанок, крестьянских пар, сцен лагерной жизни. Граф обращался и к аллегориям, библейским темам и декоративным мотивам. Графику Графа отличают динамичность ведения штриха и ироническая дистанцированность, которые по своей живости и свежести напоминают работы Ганса Гольбейна Младшего. Среди его гравюр — копии работ Шонгауэра и Дюрера. 